# Jaime Vera
Jaime Andrés Vera Rodríguez (né le 25 mars 1963 à Santiago au Chili) est un joueur de football international chilien, qui évoluait au poste de milieu de terrain, avant de devenir entraîneur.

## Biographie

### Carrière de joueur

#### Carrière en sélection
Avec l'équipe du Chili, il figure notamment dans le groupe des sélectionnés lors des Copa América de 1987, de 1989 et de 1991.
Il participe également aux JO de 1984, jouant un match contre la Norvège et un autre contre l'équipe de France.

## Palmarès
Chili
- Copa América :
  - Finaliste : 1987.